# World Combat Games
World Combat Games, ou ainda SportAccord World Combat Games, é um evento multiesportivo de lutas e de artes marciais, organizado pela SportAccord.
Quinze esportes, olímpicos e não-Olímpicos, fazem parte do programa do evento: aikido, boxing, Esgrima, judo, jiu-jitsu, karate, kendo, kickboxing, Muay Thai, sambo, savate, sumô, taekwondo, wrestling e wushu. Por isso, o evento é conhecido como as Olimpíadas dos Esportes de Lutas.
Duas edições do evento foram realizadas, em 2010 e 2013 e duas edições foram canceladas, em 2017 em Lima e 2019 em Taipé Chinesa. A terceira edição do evento foi confirmada para 2021 em Astana no Cazaquistão.

## Eventos
| Edição | Ano  | Cidade-Sede     | Datas                            | Campeão   |
| ------ | ---- | --------------- | -------------------------------- | --------- |
| I      | 2010 | Pequim          | De 28 de Agosto a 04 de Setembro | Rússia    |
| II     | 2013 | São Petersburgo | De 18 a 26 de Outubro            | Rússia    |
| -      | 2019 | Taipé Chinesa   | CANCELADO                        | CANCELADO |
| 3      | 2022 | Astana          |                                  |           |
| 4      | 2023 | Riade           |                                  |           |